# Приятелю, Тед
„Приятелю, Тед“ (на английски: Ted) е американска комедия от 2012 г., който представлява дебют на Сет Макфарлън като сценарист, режисьор, продуцент и озвучител едновременно. Главните роли изпълняват Марк Уолбърг, Мила Кунис и Сет Макфарлън като анимираното мече Тед. Филмът е сниман основно в Масачузетс. Патрик Стюарт е разказвачът. Критиците са на разлини мнения, известният филмов критик Роджър Ибърт му дава 3.5/4 звезди и го намира за свеж и смешен докато The New York Times го характеризира като „скучен, мързелив и без оригинални идеи“.

## Сюжет
През 1985 година Джон Бенет (Марк Уолбърг) е самотно дете, което иска плюшено мече за новогодишен подарък, което да оживее и да станат приятели. Желанието му съвпада с падането на звезда в същия момент, което го превръща в реалност. За известно време плюшеното мече Тед (озвучен от Сет Макфарлейн) се превръща в чудо и знаменитост. След 27 години двамата са все още верни приятели, вдетинени и безгрижни. Джон има приятелка Лори (Мила Кунис), която очаква предложение за женитба, но не приема Тед. Джон не иска да се разделя с него, но е принуден, намира му ново жилище и работа в магазин, където той си намира приятелка. Тед продължава да е палав и довежда двамата млади до конфликт, след който Джон му казва да не го занимава повече. След време Джон и Тед са сдобряват и Тед организира среща между Джон и Лори с помощта на певицата Нора Джоунс, която му помага да излее чувствата си.
Въпреки че нещата не стават по план, Лори се разчувства и Тед и казва, че той е организирал цялата работа и ще ги остави на мира. Веднага след това признание и след като Лори излиза, Тед е отвлечен от откачен фен Дони, който го иска за сина си – първосигнален дебелан на име Робърт. Докато един ден Тед се опитва да отвлече вниманието на Робърт, за да звънне на Джон, той е хванат. По късно полусдобрената двойка се опитва да го спаси, но след гонитба в парка Тед е фатално разкъсан на две. Лори и Джон се опитват да го съживят, но това се оказва невъзможно. Същата вечер Лори, чувсвайки се виновна си пожелава Тед да оживее при падаща звезда, което и става. После те се женят и Тед се отделя да живее сам като продължава с приятелката си. Една вечер Тед е хванат в конфузна ситуация да яде картофена салата в магазина, което очевидно е добра причина да бъде повишен до мениджър. Дони е арестуван за отвличане на плюшена играчка, но после е освободен поради това, че обвинението звучи глупаво. Робърт наема частен треньор, отслабва значително и се превръща в Тейлър Лаутнър.

## Награди и номинации
| Награда                              | Категории                  | Номиниран                       | Резултат  |
| ------------------------------------ | -------------------------- | ------------------------------- | --------- |
| Награди на филмовата академия на САЩ | Най-добра оригинална песен | „Everybody Needs A Best Friend“ | номинация |
| Сатурн                               | Най-добър фентъзи филм     | Най-добър фентъзи филм          | номинация |